# Pieter Meert

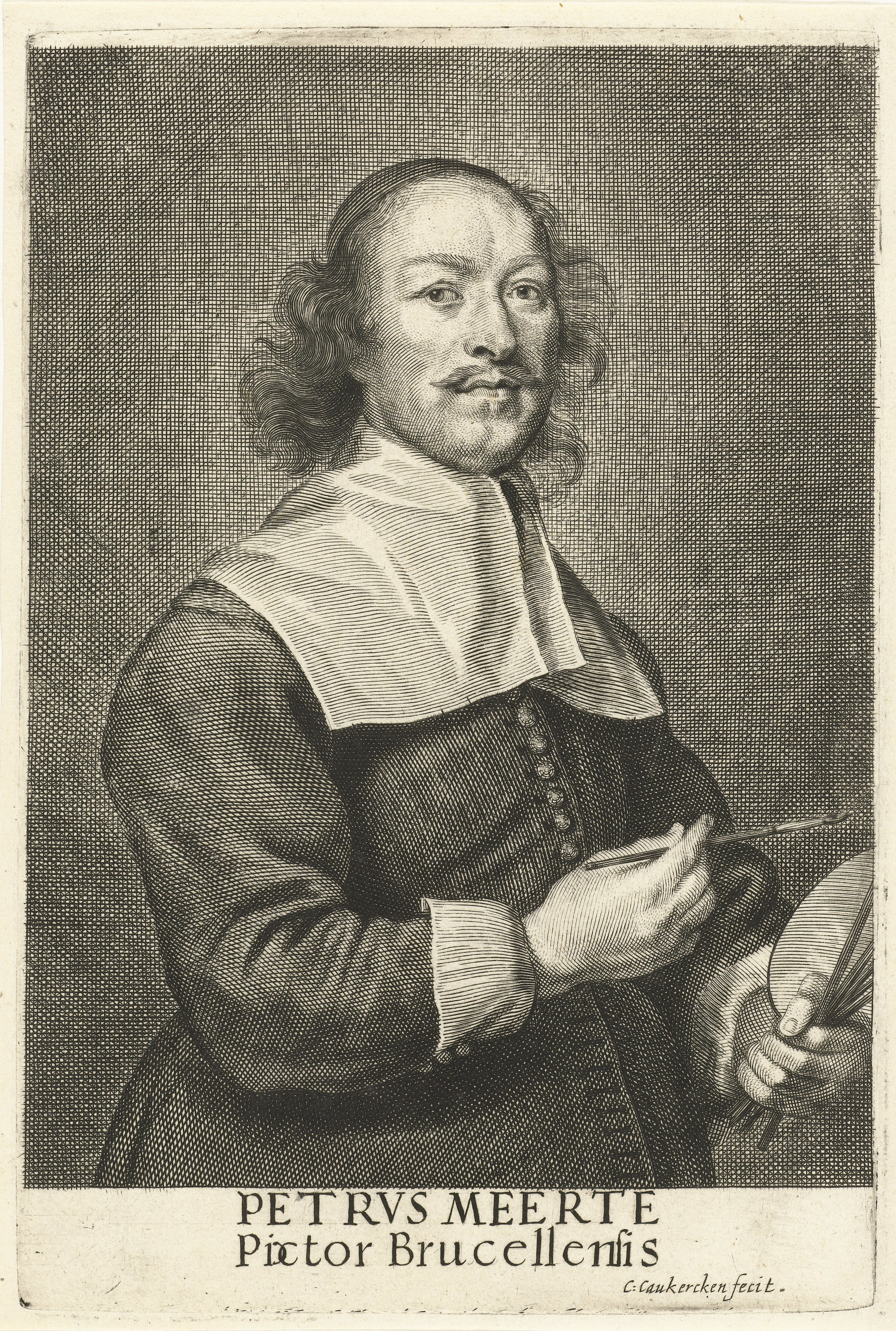
Ritratto di Pieter Meert inciso da Cornelis van Caukercken

]
Pieter Meert noto anche come Petrus Meert, Peeter Meert, Peeter Meerte, Pieter Meerte, Peeter Merten e Petrus Meerte (Bruxelles, 1620 c. – 1669) è stato un pittore fiammingo del periodo barocco noto per i suoi ritratti e per la pittura di genere.

## Biografia
Il primo biografo fiammingo, Cornelis de Bie, nel suo Het Gulden Cabinet pubblicato nel 1662, afferma che Meert era noto come ritrattista che imitava lo stile di Antoon van Dyck. Secondo il biografo olandese Arnold Houbraken, egli era un buon ritrattista i cui dipinti erano esposti in diverse sale di gilde a Bruxelles.

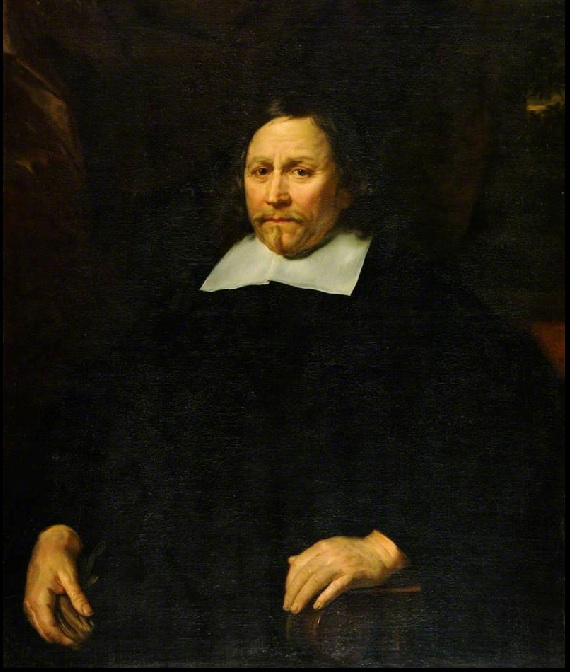
Ritratto di uomo

Peter Capuyns fu un suo allievo.